# Langkawi City FC
Langkawi City Football Club ist ein Fußballverein aus Pulau Langkawi, Kedah. Aktuell spielt die Fußballmannschaft in der dritthöchsten Liga des Landes, der Malaysia M3 League. Die Mannschaft ist auch unter dem Namen The Island Boys bekannt.

## Erfolge
- Subang Football League: 2018

## Stadion
Seine Heimspiele trägt der Verein im Langkawi Stadium in Pulau Langkawi aus. Das Stadion hat ein Fassungsvermögen von 10.000 Personen.
Koordinaten: 6° 19′ 44,1″ N, 99° 51′ 27,3″ O

## Spieler
Stand: August 2020
| Nr. |          | Position | Name              |
| --- | -------- | -------- | ----------------- |
| 1   | Malaysia | TW       | Azrin Roslan      |
| 2   | Malaysia | AB       | Azrul Azhar       |
| 3   | Japan    | ST       | Ryu Nascimento    |
| 4   | Malaysia | AB       | Suhaimie Saad     |
| 5   | Malaysia | AB       | Akmal Afizan      |
| 6   | Malaysia | AB       | Asnawi Sonkurnain |
| 7   | Malaysia | ST       | Afzal Nazri       |
| 8   | Malaysia | MF       | Azmirul Azmi      |
| 9   | Malaysia | MF       | Redzuan Suhaidi   |
| 10  | Malaysia | MF       | Muhammad Azmi     |
| 11  | Malaysia | MF       | Nizar Adha        |
| 13  | Malaysia | ST       | Nazrudin Nazlan   |
| 14  | Malaysia | MF       | Zulhairi Aiman    |
| 15  | Malaysia | AB       | Zainudin Abidin   |

| Nr. |          | Position | Name                                  |
| --- | -------- | -------- | ------------------------------------- |
| 16  | Malaysia | AB       | Sufie Noorazizan (Mannschaftskapitän) |
| 17  | Malaysia | MF       | Faizal Yusob                          |
| 19  | Malaysia | AB       | Fakhri Zain                           |
| 20  | Malaysia | MF       | Hasrul Che Halim                      |
| 21  | Malaysia | MF       | Akmal Azmi                            |
| 22  | Malaysia | MF       | Shahrul Akmal Adnan                   |
| 23  | Malaysia | AB       | Syawal Nordin                         |
| 24  | Nigeria  | ST       | Umar Etudayeabdulmajid                |
| 25  | Malaysia | TW       | Hafidz Romly                          |
| 26  | Nigeria  | ST       | Ijezie Michael                        |
| 27  | Malaysia | MF       | Hasif Khalid                          |
| 28  | Malaysia | TW       | Kamarul Effandi                       |
| 31  | Malaysia | MF       | Khairuddin Salleh                     |
| 33  | Malaysia | TW       | Asri Muhamad                          |

## Saisonplatzierung
| Saison | Līga                   | Platz | FA Cup   |
| ------ | ---------------------- | ----- | -------- |
| 2018   | Subang Football League | 1. ▲  |          |
| 2019   | Malaysia M3 League     | 12.   | Vorrunde |
| 2020   | Malaysia M3 League     |       |          |
| 2021   | Malaysia M3 League     |       |          |

Die Saison 2020 wurde wegen der COVID-19-Pandemie abgebrochen.

## Beste Torschützen
| Saison | Name                          | Tore |
| ------ | ----------------------------- | ---- |
| 2019   | Haikal Nazri Hattaphon Bun An | 8    |
| 2020   |                               |      |
| 2021   |                               |      |

## Ausrüster und Sponsor
| Saison | Ausrüster  | Sponsor      |
| ------ | ---------- | ------------ |
| 2019   | Lotto      | Mai Langkawi |
| 2020   | Kaki Jersi |              |
| 2021   |            |              |